# 구시카와시
구시카와시(일본어: 具志川市, ぐしかわし)는 오키나와현에 있었던 시이다.
2005년 4월 1일에, 인접했던 이시카와시, 나카가미군 가쓰렌정, 요나시로정과 합병해 우루마시가 되었기 때문에 소멸하였다. 1987년 현재의 미도리정으로 이전하고, 합병 후 그대로 우루마 시청이 되었다. 현재는 우루마시 중심부로 발전하고 있다.

## 역사
- 1908년 4월 1일 - 도서정촌제 시행에 의해 나카가미군 구시카와촌이 되었다.
- 1968년 7월 1일 - 시로 승격해 구시카와시가 되었다.
- 2005년 4월 1일 - 이시카와시, 나카가미군 가쓰렌정, 요나시로정과 합병해, 우루마시가 되어 소멸하였다.

## 교통

### 도로
- 오키나와 자동차도
- 국도 329호선